# Арьета, Антон
Анто́н Арье́та-Араунабе́нья Пье́дра (исп. Antón Arieta-Araunabeña Piedra; 6 января 1946, Дуранго, Страна Басков — 7 мая 2022, Дуранго, Страна Басков) — испанский футболист, игравший за «Атлетик Бильбао» в течение 10 сезонов. Младший брат футболиста Энеко Арьеты.

## Биография

### Игровая карьера
Арьета дебютировал за «Атлетик» в Примере 13 сентября 1964 года в матче с «Эльче», который «баски» выиграли со счётом 2:1. В составе «Атлетика» играл в течение 10 сезонов и выиграл два Кубка Генералиссимуса в 1969 и 1973 годах. Всего за «Атлетик» Арьета сыграл в общей сложности 358 матчей и забил 83 гола, став одним из ключевых игроков баскского клуба. В 1974 году перешёл в «Эркулес», за который играл в течение двух сезонов и в этом клубе завершил карьеру.
За сборную Испании сыграл 7 матчей и забил 4 гола.

### Смерть
Скончался 7 мая 2022 года в возрасте 76 лет.

## Достижения
«Атлетик»
- Обладатель Кубка Генералиссимуса (2) : 1969, 1972/73